# Settime
Settime är en ort och kommun i provinsen Asti i regionen Piemonte i Italien. Kommunen hade 550 invånare (2018).